# Crépy, Aisne
Crépy är en kommun i departementet Aisne i regionen Hauts-de-France i norra Frankrike. Kommunen ligger  i kantonen Laon-Nord som ligger i arrondissementet Laon. År 2022 hade Crépy 1 807 invånare.

## Befolkningsutveckling
Antalet invånare i kommunen Crépy
Referens: INSEE